# Spilogona tibetana
Spilogona tibetana är en tvåvingeart som beskrevs av Willi Hennig 1959. Spilogona tibetana ingår i släktet Spilogona och familjen husflugor. Inga underarter finns listade i Catalogue of Life.